# Beatrice Thembekile Ngcobo
Beatrice Thembekile Ngcobo (18 juillet 1943 - 18 février 2018) est une femme politique et  militante sud-africaine. Elle est députée du Congrès national africain (ANC) à l'Assemblée nationale de 2004 jusqu'à sa mort en 2018,. Elle sert la circonscription du KwaZulu-Natal à partir de 2009. Elle préside aussi le Comité du portefeuille du tourisme de 2014 à 2018.
Avant de rejoindre le Parlement, Ngcobo siège à la Commission pour l’égalité des sexes de 1997 à 2004. Infirmière de profession, elle enseigne également les soins infirmiers à l’Université du Natal et se distingue comme militante pour les droits des personnes handicapées.

## Biographie

### Origines, éducation et carrière
Ngcobo naît le 18 juillet 1943 à Port Shepstone, dans l’ancienne province du Natal. Elle effectue sa scolarité au séminaire d'Inanda, où elle occupe la fonction de préfète, avant de se former en soins infirmiers et en obstétrique à l’hôpital McCord de Durban.
En 1969, elle intègre le Wentworth Nursing College, où elle obtient un diplôme en soins infirmiers intensifs. Elle exerce ensuite pendant de nombreuses années à l’hôpital Wentworth de Durban. Elle y travaille d’abord dans les services de chirurgie et de cardiologie thoracique, puis au sein de l’unité de traumatologie et d’urgence. Elle occupe également le poste de surintendante de nuit, forme des infirmières en soins intensifs et fait partie de la première équipe de l’unité des brûlures et de chirurgie plastique, créée en 1981.
Ngcobo obtient en 1988 une licence en sciences infirmières et en gestion des services de santé à l’Université d'Afrique du Sud. L’année suivante, elle décroche un diplôme d’études infirmières avancées à l’Université du Natal, où elle achève en 1992 une maîtrise dans la même discipline. À partir de 1995, elle enseigne les sciences infirmières sur le campus de Durban de cette université.

### Parcours politique
Ngcobo est élue pour la première fois à l’Assemblée nationale lors des élections générales de 2004, mais un détail technique concernant son éligibilité retarde sa prestation de serment jusqu’au 15 septembre 2005. Elle est réélue en 2009 et en 2014, et, à partir de 2009, elle représente la circonscription du KwaZulu-Natal.
Au début de son troisième mandat en 2014, l’ANC la nomme présidente du Comité du portefeuille sur le tourisme. Dans ce rôle, elle se distingue par son engagement à participer aux visites de terrain du comité, même dans des zones difficilement accessibles en fauteuil roulant, notamment peu avant sa mort, sur le site d’un nouveau phare à Cape Agulhas. La même année, l’ANC la désigne également membre du comité ad hoc qui exonère le président Jacob Zuma de toute responsabilité personnelle concernant les travaux controversés effectués sur sa propriété de Nkandla.
Ngcobo tombe malade après une intervention chirurgicale en janvier 2018 et décède le 18 février de la même année,,. Son siège à l’Assemblée nationale est repris par Peggy Nkonyeni.

## Engagement humanitaire
En 1978, alors qu’elle travaille à l’hôpital Wentworth, Ngcobo est paralysée des jambes en raison d'un spina-bifida. Elle utilise dès lors un fauteuil roulant, mais poursuit sa carrière d’infirmière et s’engage activement pour la défense des droits des personnes handicapées. 
Membre fondatrice et soutien de longue date de Disabled People South Africa, branche locale de Disabled Peoples’ International,, elle contribue également à la création du Forum des étudiants handicapés à l’Université du Natal, où elle poursuit ses études.
En 1997, le président Nelson Mandela nomme Ngcobo membre de la première Commission pour l’égalité des sexes, où elle exerce jusqu’en 2004. Commissaire à temps plein pour les provinces du KwaZulu-Natal et du Mpumalanga, elle se consacre particulièrement à la défense des droits des femmes dans les communautés rurales. En 2002, elle assure la présidence par intérim de la commission à la fin du mandat de Joy Piliso-Seroke.